# Break (пісня)
«Break» (англ. Зламати) — перший сингл третього студійного альбому канадського рок-гурту Three Days Grace — «Life Starts Now». В США пісня вийшла 1 вересня 2009.

## Список пісень
Промо-сингл
1. "Break" - 3:13

## Чарти
| Чарт (2009)                      | Місце |
| -------------------------------- | ----- |
| U.S. Billboard Hot 100           | 73    |
| U.S. Billboard Mainstream Rock   | 1     |
| U.S. Billboard Rock Songs        | 1     |
| U.S. Billboard Alternative Songs | 4     |
| Canada (Canadian Hot 100)        | 26    |
| Canada (Canadian Rock Songs)     | 2     |

## Продажі
| Регіон     | Сертифікація (таблиця продажів та сертифікатів) |
| ---------- | ----------------------------------------------- |
| США (RIAA) | Платина (+1,000 000 копій)                      |